# Falsches Selbst
Falsches Selbst (auch Das falsche Selbst) ist die Benennung für ein psychoanalytisches Konzept der Persönlichkeitstheorie, das von dem britischen Psychoanalytiker und Kinderarzt Donald Winnicott (1896–1971) entwickelt wurde. Winnicott war Schüler von Melanie Klein und prägte in der psychoanalytischen Community 1960 diese begriffliche Einheit, die über populärwissenschaftliche Veröffentlichungen auch jenseits von Fachkreisen bekannt wurde. Dem falschen Selbst stellte Winnicott das wahre Selbst gegenüber. Das falsche Selbst ist per se nicht mit Krankheit assoziiert. Es ermöglicht gesunden Menschen ein normangepasstes Verhalten, kann aber Ausprägungen haben, die auf psychische Störung verweisen.

## Definition
Im Dorsch, einem Lexikon der Psychologie, wird das Begriffspaar in Anlehnung an Winnicott und ihn zitierend definiert als „eine innerpsych. Konstellation defensiver Natur mit dem Ziel, ‹das wahre Selbst zu verbergen und zu beschützen, was immer dieses auch sein mag›“. Im Laufe seiner frühkindlichen Entwicklung verliere das Kind seine Spontaneität und ersetze sie durch eine erhöhte Anpassungsbereitschaft, wenn die Mutter laut Winnicott „nicht gut genug“ sei, „dem Säugling dabei zu helfen, über dessen Omnipotenzfantasien sein schwaches Ich zu stärken“ und auf diese Weise sein „wahres Selbst“ zu entwickeln.

## Winnicott und das falsche Selbst

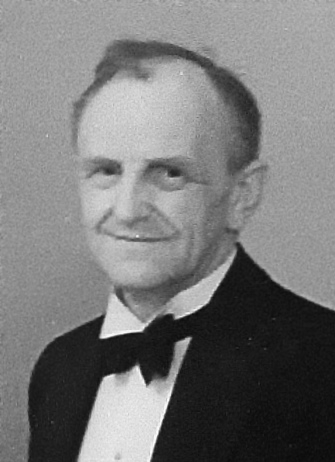
Winnicott 1952

Das Konzept des falschen Selbst beruht im Verständnis von Winnicott auf Compliance. Das falsche Selbst diene der Abwehr zum Schutz des wahren Selbst.
Seine 1960 veröffentlichte Schrift Ego Distortion in Terms of True and False Self leitet Winnicott mit dem Hinweis ein, das Konzept eines falschen Selbst berge die Idee eines wahren Selbst. Das Konzept an sich sei, so Winnicott weiter, nicht neu, weil es zuvor in der deskriptiven Psychiatrie, in manchen Religionen und Philosophien entwickelt wurde. Die Psychoanalyse stünde vor der Aufgabe, Antworten zu finden auf die Fragen, wie ein falsches Selbst entstehe, welche Funktion es im innerseelischen Gleichgewicht habe, warum manche Menschen kein falsches Selbst entwickeln und ob sich bei ihnen Äquivalente herausgebildet haben. Nicht zuletzt gehe es um die Frage, was man ein „wahres Selbst“ nennen könnte.
In seiner Arbeit als Kinderarzt habe Winnicott Erfahrungen mit Müttern und ihren Kindern sammeln können und als Analytiker gewann er bei der Behandlung von Borderline-Patienten zusätzliche Erkenntnisse, die, einander ergänzend und sich wechselseitig beeinflussend, ihm bei der Entwicklung seines Konzepts vom falschen Selbst zu einem vertieften Verständnis verhalfen.
Winnicott sieht sich mit seiner Zweiteilung des Selbst in der Tradition von Sigmund Freud, der einen inneren, von den Instinkten geleiteten Kern von einem nach außen gewandten und mit der Welt verbundenen Teil unterschieden habe.
Anhand der Behandlungsgeschichte einer Patientin zeigt Winnicott die Funktion des falschen Selbst auf, die darin bestehe, das wahre Selbst gegen Angriffe von innen und außen zu schützen. Dabei erscheine dem Gegenüber das falsche Selbst als die Wirklichkeit einer Person. Tatsächlich aber bleibe das wahre Selbst hinter dem falschen verborgen, denn gezeigt wird, was erwartet werde und das sei nicht alles, was den Menschen ausmache. Auf diese Weise ist das Bild, das jemand mit einem falschen Selbst von sich zeigt, das Ergebnis einer erhöhten Anpassungsbereitschaft.
Nur das wahre Selbst könne sich authentisch („real“) fühlen, dürfe nie nachgeben und nicht von außen beeinflusst werden. Ein ausgewogenes Verhältnis von wahrem und falschem Selbst und das Wissen um den Unterschied von Selbstbild und Wirklichkeit schützt das Individuum und sein wahres Selbst. Doch wenn ein Mensch sein falsches Selbst irrtümlich für wahr hielte, würden sich mit der Zeit zunehmend Gefühle von Sinnlosigkeit und Verzweiflung einstellen, die im extremen Fall in einen Selbstmord münden können. Der würde dann als letzter, verzweifelter Versuch der Selbstbehauptung dienen.
Da eine psychoanalytische Behandlung in diesen Fällen nicht ohne bedenkenswerte Risiken für das Wohlergehen des Patienten ist, sollte eine solche laut Winnicott nur dann begonnen werden, wenn der Patient unter einem evidenten Gefühl der Unwirklichkeit seiner selbst leidet und seine Bemühungen, das falsche Selbst zum Schutz des wahren einzusetzen, aussichtslos scheinen.
Als Sonderfall beschreibt Winnicott Menschen, bei denen der Intellekt Sitz des falschen Selbst wurde, was zur Entwicklung einer Dissonanz zwischen Leib und Seele beitrage. Dieses Phänomen führt er auf eine möglicherweise hohe intellektuelle Ausstattung zurück, wobei er nicht ausschließt, dass der testpsychologisch festgestellte hohe I.Q. sich als Folge der Dissoziation herausbildete.
Da das falsche Selbst in der Persönlichkeit eines Menschen verschiedenen Raum einnehmen kann, finden sich neben extremer oder gar gefährlicher Ausprägung andere, die milder erscheinen. Hat das falsche Selbst nicht die ganze Persönlichkeit ergriffen und dabei das wahre Selbst gleichsam zum Verschwinden gebracht, äußert es sich zwar im Alltag, daneben aber kann das wahre Selbst in Kenntnis des Individuums existieren und heimlich ausgelebt werden („is allowed a secret life“). Ist die Persönlichkeitsreifung weiter fortgeschritten, unterstützt das falsche Selbst den Menschen in seiner Suche nach Möglichkeiten, dem wahren Selbst zur Geltung zu verhelfen. Auf einem reiferen Strukturniveau der Persönlichkeit kann das falsche Selbst in Identifikationen begründet sein. Bei gesunden Menschen mit reifer Persönlichkeitsstruktur drückt sich das falsche Selbst in gepflegten Umgangsformen und der Beachtung sozialer Normen wie beispielsweise der Höflichkeit aus. Auch Menschen, von denen man sagt, sie trügen ihr Herz nicht auf der Zunge, behalten das, was ihr wahres Selbst ausmacht, für sich. Gesunde Menschen können auf das Ausleben ihrer Allmachtsfantasien verzichten und einen Platz in einer Gemeinschaft einnehmen, der durch das wahre Selbst allein nie erreicht werden könnte.
Für die Psychopathologie beschreibt Winnicott intelligente Menschen, die ihr wahres Selbst nicht entwickeln konnten oder es durch das falsche gewissermaßen ersetzt haben. Sie können durchaus und auch akademischen Erfolg im Leben haben. Wenn sie sich aber erwartungsgemäß in der ein oder anderen Weise selbst zerstören, weckt das große Enttäuschungen bei jenen, die an ihr Talent glaubten.

### Entwicklung des falschen Selbst
Wenn am Beginn des Lebens die Bedingungen für eine gedeihliche Entwicklung des Kindes im Sinne Winnicotts „gut genug“ sind, also fürsorgliche Eltern da sind, denen es nicht an der Fähigkeit mangelt, sich in das Kind und seine ureigenen Bedürfnisse einzufühlen, sollte sich ein vom falschen Selbst beschütztes wahres Selbst entwickeln können, wobei das falsche Selbst nicht mehr als ein sozialer Habitus sei.
Die Ursache für die Entwicklung eines falschen Selbst sucht Winnicott in den frühen Objektbeziehungen, also in der Regel der Beziehung zwischen dem Säugling und seiner Mutter. In dieser frühen Zeit ist der Säugling noch nicht in der Lage, sich anzupassen und äußert insofern ausschließlich Impulse, die dem wahren Selbst entstammen und der unmittelbaren Bedürfnisbefriedigung dienen sollen. Erst etwa im 4. Lebensjahr gelingt Bedürfnisaufschub.
Ist eine Mutter im Sinne Winnicotts „gut genug“ – er nennt eine solche Mutter eine „good enough mother“ –, wird sie den spontan geäußerten Impulsen des Kindes im Sinne des Kindeswohls begegnen. Ist sie nicht gut genug und kann die Bedürfnisse des Babys nicht erspüren oder nicht richtig deuten, wird sie ihre eigenen Bedürfnisse an dessen Stelle setzen und damit zur Entwicklung eines falschen Selbst beitragen, wodurch das Kind mit der Zeit lernt, sich den Bedürfnissen anderer Menschen anzupassen. Die Nachgiebigkeit des Säuglings bezeichnet Winnicott als das früheste Stadium des falschen Selbst.
Die Entwicklung eines falschen Selbst sichert dem Kind ein innerseelisches Überleben, wenn sich die Mutter nicht gut genug an seine Bedürfnisse anpassen und entsprechend darauf antworten kann. Es scheint die Forderungen seiner Umgebung zu akzeptieren, tatsächlich aber bleibt es unterwürfig und gefügig und baut Beziehungen auf, die nicht wahrhaftig sein können. Das Kind kann nicht es selbst sein und möchte stattdessen so sein wie bedeutsame Figuren seines Umfeldes es wünschen. Demgegenüber könne sich, so Winnicott, das wahre Selbst nur entwickeln, wenn die Mutter in der Beziehung zu ihrem Kind zur Hingabe bereit und in der Lage sei.
Das falsche Selbst soll das wahre schützen und das kann in sehr verschiedenem Ausmaß geschehen. Die Bandbreite reicht von einem freundlichen Umgang mit sich und anderen bis zu einer völligen Verleugnung und Abspaltung des wahren Selbst, so dass das falsche als wahr missinterpretiert werde. Man könne das, so Winnicott, bei Kindern beobachten, die wie Schauspieler aufwachsen. Auch in der Gruppe der professionellen Schauspieler könne man jene unterscheiden, die ihre Rollen spielen und im Alltag sie selbst bleiben und andere, die wie verloren wirken, wenn sie nicht auf der Bühne stehen und Beifall ernten.

### Das wahre Selbst
Um das Konzept des falschen Selbst zu vervollständigen, beschreibt Winnicott, was er unter dem wahren Selbst versteht. Im frühesten Stadium sei das wahre Selbst eine innerseelische Position, aus der Spontaneität und ein gefühltes Wissen vom eigenen Wesen bzw. den persönlichen Eigenarten hervorgehe. Nur das wahre Selbst könne kreativ sein und sich echt und wirklich fühlen. Ein falsches Selbst führe dagegen zu einem Gefühl von Unwirklichkeit und Sinnlosigkeit.
Winnicott beschreibt eine Patientin, die nach einer sehr langen Analyse mit fünfzig Jahren ein neues Leben beginnen wollte, weil sie endlich Zugang zu ihrem wahren Selbst gefunden hatte und sich dadurch zum ersten Mal in ihrem Leben echt, lebendig und authentisch fühlen konnte.
Es gebe nicht viel über das wahre Selbst zu sagen, weil es sich eigentlich nur in Abgrenzung zum falschen Selbst verstehen und beschreiben ließe. Wichtig aber sei, dass sich das falsche Selbst früher zu organisieren beginne und das wahre Selbst erst erscheint, sobald sich eine mentale Organisation der Persönlichkeit eines Individuums entwickelt habe, die mehr sei, als die Summe sensomotorischer Lebendigkeit. Weil das wahre Selbst auf die äußere Realität bezogen sei, entwickele es schnell eine ausgeprägte Komplexität sich wechselseitig bedingender Einflussgrößen. Jede neue Entwicklungsphase, in der das wahre Selbst nicht ernsthaften Störungen oder gar Beschädigungen unterworfen war, stärke das Empfinden, real zu sein. Damit einher gehe die Fähigkeit des Kindes, Toleranzen für Brüche in der Kontinuität des Selbsterlebens einerseits und der Wahrnehmung des falschen Selbst andererseits zu entwickeln, verbunden mit der Fähigkeit zur Anerkennung der Existenz einer unabhängigen, eigenständigen äußeren Realität. Darauf aufbauend könne sich die Fähigkeit zur Dankbarkeit herausbilden.
Eine gesunde Entwicklung führt zu einer Ich-Organisation, die an die Umwelt angepasst ist. Das geschehe nicht automatisch und setze voraus, dass sich das wahre Selbst, so wie Winnicott es versteht, unter dem Einfluss einer Mutter etabliert habe, die sich ihrerseits an die Bedürfnisse des Kindes anpassen kann. Dadurch lerne das Kind, Kompromisse einzugehen. Trotz vorhandener Fähigkeit zum Kompromiss kann ein solcher verweigert werden, was bei Heranwachsenden regelmäßig geschieht und ein normübliches Problem darstellt.
Gesunde Menschen, denen ein gerüttelt Maß an Spontaneität und Kreativität eigen ist, haben die Fähigkeit zur Symbolisierung, wie sie in der Psychoanalyse oft beschrieben wurde. Das ermöglicht, so Winnicott, ein Leben zwischen Traum und Wirklichkeit, was durch die Errungenschaften der Kultur bereichert werde. Das ist bei Menschen, denen eine Integration von wahrem und falschem Selbst nicht gelungen ist, anders. Sie benutzen selten Symbole, haben oft einen eingeschränkten oder keinen Zugang zur Kultur, sie wirken eher ruhelos und können sich schlecht konzentrieren.

### Therapeutische Implikationen
Die Behandlung von Patienten, deren wahres Selbst verschüttet ist oder sich nie entwickeln konnte, ist nicht ohne Risiken und verlangt vertiefte Kenntnis dieses Störungsbildes. Therapeuten sollten sich im Klaren darüber sein, dass sie zu Beginn nur über das falsche Selbst in Kontakt mit ihren Patienten kommen können. Sie müssen der Tatsache eingedenk sein, dass ihre Patienten im Zuge regressiver Prozesse in eine schwere Abhängigkeit geraten, die behutsam zu handhaben und im späteren Behandlungsverlauf wieder aufzulösen ist. Wer die große Bedürftigkeit und Abhängigkeit dieser Patienten nicht zu tragen bereit oder imstande ist, sollte laut Winnicott diese Patienten nicht in Behandlung nehmen. Ein Therapeut, der das falsche Selbst des Patienten nicht erkenne und mit ihm spreche, als wäre es das wahre, werde nicht wirklich in Kontakt mit dem Patienten kommen und ihm nicht dabei helfen können, sein wahres Selbst zu entdecken, um sich in Folge lebendig und authentisch fühlen zu können.
Für erfolgversprechender als die ansonsten in einer psychoanalytischen Behandlung übliche Arbeit an den Abwehrmechanismen hält Winnicott in diesen Fällen die Anerkennung der Tatsache, dass sich der Patient als nicht existent erlebt, denn sein falsches Selbst könne aufgrund der hohen Anpassungsbereitschaft scheinbar gut mit dem Therapeuten bei der Abwehranalyse kooperieren, ohne dass sich etwas ändere. Wenn sich diese Patienten an ihre Therapeuten anpassen, würde sich grundsätzlich nichts ändern können. Das falsche Selbst zeichne sich durch eine entscheidende Leerstelle in der Persönlichkeit aus, die den Patienten charakterisiere. Werde das nicht erkannt, anerkannt und ausgesprochen, könne die Suche nach dem wahren Selbst für den Patienten nicht erfolgreich verlaufen.

## Rezeption
Im Ärzteblatt erinnerte Christof Goddemeier im Februar 2021 unter dem Titel Wegbereiter der Kinderpsychotherapie zum fünfzigsten Todestag an Winnicott und meinte, ähnlich anderen Wortschöpfungen seien „Begriffe wie ‚wahres‘ und ‚falsches Selbst‘ und ‚the good enough mother (die hinreichend gute Mutter)‘ beinahe in den allgemeinen Wortschatz übergegangen“. Dabei sind hinreichend gute Mütter „durchschnittliche Menschen und nicht perfekt“. Winnicott, der von sich selbst sagte, er sei „nie fähig gewesen, irgendjemandem nachzufolgen, nicht einmal Freud“, habe keine Systematik vorgelegt und das absichtsvoll, weil mangelnde Systematik die „Vielfalt des Lebens“ besser abbilde und davor bewahre, die „Psychoanalyse als exakte Wissenschaft verstehen zu wollen“. Er habe jede Art von Dogmatismus und Fanatismus abgelehnt, bestand aber darauf, dass nur das wahre Selbst „kreativ sein“ und „sich real fühlen“ könne, während das falsche Selbst, wie Winnicott 1965 schrieb, „zu einem Gefühl des Unwirklichen oder einem Gefühl der Nichtigkeit“ führe.
Brigitte Scherer, Professorin an der Katholischen Hochschule Freiburg und Mitglied in der Deutschen Gesellschaft für Supervision und Coaching verfasste im März 2021 auf der Internetplattform socialnet eine Rezension des im Jahr 2020 neu verlegten Buches Reifungsprozesse und fördernde Umwelt von Winnicott. Dieser Psychoanalytiker gelte, so Scherer, „nicht nur als einflussreicher sondern auch als ein originärer psychoanalytischer Denker und Autor“, der betont habe, dass der Intersubjektivität ein Prozess der „Subjektwerdung“ vorausgehen müsse. Nachdem Winnicott „mit der Genese und Funktion des ‚falschen Selbst‘ vertraut gemacht“ habe, das zu einem anhaltenden „Gefühl der Irrealität“ führen könne, begründe er in seinen behandlungstechnischen Mitteilungen notwendige Abweichungen vom üblichen Vorgehen. Die „klassische psychoanalytische Deutung sei nicht hinreichend. Werde sie zu früh eingesetzt, werde sie vom ‚falschen Selbst‘ im Sinne einer sozialen Anpassung beantwortet.“

„Die Beiträge zur frühen psychischen Entwicklung in der frühen Kindheit, die Bedeutung der absoluten Abhängigkeit des Säuglings von einer haltenden Umwelt und die Folgen, wenn sich diese Umwelt als nicht hinreichend erweist, waren zur Zeit ihrer Formulierung in den 50er und 60er Jahren bahnbrechend. Und sie haben trotz des zeitlichen Abstands nicht an Bedeutung verloren. Es lohnt sich Winnicott erneut zu lesen und zu entdecken.“

Ihrer Kritik, es könne für psychoanalytisch Unkundige „zunächst Mühe machen, der Argumentation zu folgen“, schließt Scherer die Bemerkung an, die Texte würden gleichwohl „wertvolle Einsichten für alle, die mit Kindern oder auch Erwachsenen arbeiten“ bergen. Sie schließt ihre Rezension mit einem Tadel an den Verleger, von dem sie sich ein „gründliches Redigieren“ gewünscht hätte, denn zahlreiche „Interpunktions- und Schreibfehler“ würden den Lesefluss stören und „an manchen Stellen auch ärgerlich“ sein.

## Vorläufer
Es gab vorausgehende Überlegungen und Konzepte, auf die sich Winnicott stützen konnte, auch wenn er von sich behauptete, er sei „nie fähig gewesen, irgendjemandem nachzufolgen“. Er selbst wies darauf hin, dass schon die von ihm gewählte Begrifflichkeit nicht neu gewesen sei.
1929: Joan Riviere (1883–1962), Winnicotts zweite Analytikerin, beschreibt in ihrem Artikel Womanliness as a Masquerade, wie sich Weiblichkeit bei manchen Frauen zu einer Art Maskerade deformieren könne. Auf diese Weise sollen eigene männliche Persönlichkeitsanteile verborgen werden. Athol Hughes, Herausgeberin der Collected Papers von Riviere, spricht im Zusammenhang mit dieser Schrift von einer betrügerischen Weiblichkeit („fraudulent femininity“), die der Angst vor Vergeltung geschuldet sei – Vergeltung für den Wunsch mit Männern zu rivalisieren, sie möglicherweise sogar zu hassen. All das werde ggf. hinter einer übertriebenen Weiblichkeitsfassade versteckt.
1934: Helene Deutsch (1884–1982), im Jahr 1975 in die American Academy of Arts and Sciences gewählte Psychoanalytikerin und unter anderem mit den Themen Lüge und Täuschung befasst, veröffentlicht ihre Schrift Über einen Typus der Pseudoaffektivität und entwickelt ein Konzept über „Als-ob-Persönlichkeiten“. Die Wiener Psychotherapeutin Felicitas Datz verfasste unter dem Titel Und wenn es nicht die Wahrheit ist, so ist’s doch nicht gelogen ein Manuskript, das sie zwar – anders als andere Schriften – nicht in wissenschaftlichen Organen publizierte, aber ins Netz stellte. Laut Datz beschreibe Helene Deutsch „Menschen, an deren Art zuerst nichts Krankhaftes zu bemerken sei, die sich angepasst benehmen, deren intellektuelle und affektive Äußerungen vollkommen geordnet und entsprechend scheinen“. Ihr Hochmut (Prätention), den sie in Anlehnung an Helene Deutsch beschreibt, vermittle sich in erster Linie nonverbal.

„Obwohl die Beziehungen der Als-Ob-Persönlichkeiten meist intensiv wirken und auf den ersten Blick alle Merkmale von Freundschaft, Liebe, Mitleid usw. tragen, spürt -so Deutsch- selbst der Laie bald etwas Befremdendes. Denn es fehlt diesen Beziehungen jede ‚Spur von Wärme, den Gefühlsäußerungen ist nur die Hülle geblieben, das innere Erleben ist vollkommen ausgeschaltet‘. (Deutsch, 1934, S. 324)“

Im Zusammenhang mit der alles beherrschenden Bereitschaft der „Als-ob-Persönlichkeiten“, sich anzupassen und sich mit anderen Menschen zu identifizieren, spreche Deutsch von einer „seelischen Mimikry“, dem „Nachahmungstrieb des Kindes“ entsprechend. Diese Menschen würden selbst „keinen Mangel in ihrem Affektleben empfinden“, doch spüre ihr Gegenüber, dass etwas falsch sei und man habe den Eindruck, „belogen worden zu sein, ohne die Unwahrheit gehört zu haben“. Deutsch spreche von „real-unrealen“ Beziehungen. Was ein Gesprächspartner empfinde, sei „schwer zu fassen“, so Datz, doch in der Regel durch „Befremdung und Leere und ein Sich-Betrogen-Fühlen“ gekennzeichnet.
1941: Erich Fromm (1900–1980) macht in seiner sozialpsychologischen Schrift Die Furcht vor der Freiheit auf einen „Pseudo-Charakter“ aufmerksam, den Denken, Fühlen und Wille im Prozess übermäßiger Anpassung annehmen könne:

„Daß die Inhalte unseres Denkens, Fühlens und Wollens uns von außen eingegeben werden und nicht genuin die unseren sind, ist so häufig, daß man den Eindruck bekommt, diese Pseudo-Akte seien die Regel und genuine oder angeborene geistige Akte seien die Ausnahme.“

Unterwerfe sich ein Kind, beispielsweise aus Angst vor Einsamkeit oder Ohnmacht den Erwartungen seiner Umgebung, könne es sich, so Fromm, zwar „sicher und zufrieden“ fühlen, doch unbewusst merke es, dass es „dies mit dem Preis der Stärke und Integrität seines Selbst bezahlen“ müsse.
1950: Karen Horney (1885–1952) verweist in der Originalausgabe ihres 2017 in 6. Auflage der deutschen Übersetzung erschienenen Buches Neurose und menschliches Wachstum – Untertitel: Das Ringen um Selbstverwirklichung − auf die Folgen übermäßiger Anpassung, die letzten Endes in Selbstgefühle wie Selbsthass, Selbstverachtung, Selbstverleugnung und –entfremdung („alienation from Self“) münden. Selbstsicherheit und Selbstvertrauen gehen dabei verloren.

## Erweiterungen, Fortentwicklungen, Populärwissenschaftliches
Die Begrifflichkeiten vom falschen und wahren Selbst fanden im wissenschaftlichen Diskurs Erweiterungen – beispielsweise auf das Körpererleben – und Eingang in populärwissenschaftliche Publikationen sowie in die Umgangssprache. Darüber hinaus wurde das Konzept in der psychoanalytischen Theorienentwicklung ausgebaut, an neuere Erkenntnis angepasst und optimiert. Zudem wurde das Konzept von anderen wissenschaftlichen Disziplinen aufgegriffen, denen Psychologie und Psychoanalyse Bezugswissenschaften sind.

### Erweiterungen
Die britische Journalistin und Psychoanalytikerin Susie Orbach erweiterte im Jahr 2002 das Konzept vom falschen Selbst um den darauf bezugnehmenden Begriff von einem falschen Körper („the false body“). Sie kritisierte, dieser Aspekt spiele zwar in der klinischen Arbeit eine wichtige Rolle, werde gleichwohl aber praktisch wie theoretisch vernachlässigt. Winnicott habe die mentale Entwicklung des Kindes und die Möglichkeit der Herausbildung eines falschen Selbst mit der Qualität der Beziehung zwischen Mutter und Kind beschrieben und Vergleichbares gelte, so Orbach, für die körperliche Entwicklung und das Verhältnis eines Menschen zum eigenen Körper.
Versehen mit dem Untertitel Kinder, die nicht stören können warf Hans von Lüpke als Theologe in der Zeitschrift für Inklusion 2006 einen Blick auf das falsche Selbst im Zusammenhang mit geistiger Behinderung. Sich u. a. auf Brazelton, einem amerikanischen Pädiater berufend, beschreibt Lüpke die Reaktionen von Säuglingen, deren Mütter auf die Äußerungen des Babys nicht reagiert. Dies könne die Entwicklung eines falschen Selbst auf den Weg bringen. Er kommt zu dem Schluss, störendes Verhalten und Rückzug seien „keine defizitären Verhaltensweisen […], sondern sinnvolle Initiativen“.

### Fortentwicklungen
1984: Alexander Lowen (1910–2008) entwickelte als Schüler von Wilhelm Reich aus dem Konzept vom wahren und falschen Selbst mit seiner Bioenergetischen Analyse eine eigenständige Behandlungsmethode, die Körpersprache verwendet, um seelische Probleme zu verstehen. Aus dem Widerspruch von eigenen Bedürfnissen und gegenläufigen Erwartungen des Umfeldes würden Verspannungen resultieren, die Aufschluss über seelisches Leiden geben könnten und einer Behandlung mit seiner Methode zugänglich wären. Lowen grenzte sich vom Mainstream ab und vertrat die Auffassung, Narzissten könnten nicht nur andere, sondern auch sich selbst nicht lieben, weil sie ihr „wahres Selbst“ nicht akzeptieren könnten und sich stattdessen maskierten, um ihre emotionale Taubheit („emotional numbness“) zu verbergen. Das falsche Selbst werde der Welt wie eine Fassade präsentiert, während sich das wahre Selbst unterwerfe und deshalb rebellisch und wütend werde. Sein Buch über den Narzissmus versah er mit dem Untertitel Die Verleugnung des wahren Selbst (in der englischen Originalausgabe: Denial of the True Self).
1985: Daniel Stern (1934–2012) war als einer der führenden Säuglingsforscher aufgrund der Ergebnisse seiner videobasierten Forschung mit experimentellen Versuchsanordnungen überzeugt, es gebe ein Selbst bereits bei einem Säugling, noch bevor sich Selbstbewusstsein oder Sprache herausgebildet habe. Während Winnicott ein dichotomisches Konzept vorlegte und dem falschen ein wahres Selbst gegenüberstellte, entwickelte Stern anhand der Entwicklungsgeschichte von Säugling und Kleinkind ein eigenes Modell, das er in seinem bekanntesten Buch The Interpersonal World of the Infant vorstellte. Das Selbst entwickle sich, so Stern, in vier Stadien. Stern beschreibt ein „auftauchendes Selbst“ (Beginn im Alter von 2–3 Monaten), ein „Kern-Selbst“ (Beginn im Alter von 3–7 Monaten), ein „subjektives Selbst“ (Beginn im Alter von 7–9 Monaten) und ein „verbales Selbst“ (Beginn im Alter von 15–18 Monaten). Das Buch ist in deutscher Übersetzung im Jahr 2020 unter dem Titel Die Lebenserfahrung des Säuglings in 12. Auflage erschienen. Auf den Lindauer Psychotherapiewochen stellte er 1997 sein um ein „narratives Selbst“ (Beginn im Alter vom 3.–4. Lebensjahr) erweitertes Konzept vor, mithin ein erzählendes Selbst als Fortentwicklung des verbalen Selbst. Alle Ausprägungen währen und entwickeln sich laut Stern bis zum Lebensende.
1990: Der amerikanische Psychiater James F. Masterson (1926–2010) war emeritierter Professor am Weill Medical College der Cornell University, Mitglied der American Psychiatric Association, Gründer des Masterson Institute for Psychoanalytic Psychotherapy und einflussreicher Autor von Publikationen über Persönlichkeitsstörungen und ihre Behandlung im Allgemeinen und der Borderline-, der narzisstischen und der schizoiden Persönlichkeitsstörung im Besonderen. Er befasste sich überdies mit der Neurobiologie der Persönlichkeitsstörungen. In Anlehnung an Winnicott legte er in seinem Buch Search For The Real Self seine Erkenntnisse über Entwicklung und Funktion des wahren Selbst vor und beschrieb, wie das falsche Selbst in persönlichen Beziehungen und am Arbeitsplatz zum Ausdruck komme und auf welche Weise eine Behandlung von Störungen möglich werde – anders, als es noch Helene Deutsch annahm. Er trug mit seinem Buch zum Verständnis des falschen Selbst bei und stimmte Winnicott zu, dass eine Behandlung von Störungen zum Ziel haben müsse, den Patienten wieder mit seinem wahren Selbst in Kontakt zu bringen. Anlässlich seines Todes schrieb Margalit Fox in der New York Times einen Nachruf auf Masterson und erwähnte seine Überzeugung, Persönlichkeitsstörungen seien nicht mit dem Ansatz von Freud zu behandeln, weil sie in erster Linie mit dem Konflikt zwischen wahrem und falschem Selbst zu tun hätten. Das falsche Selbst werde vom Kind konstruiert, um der Mutter zu gefallen.
2007: Der Psychoanalytiker Jens León Tiedemann, der seine Dissertation im Repositorium der Freien Universität Berlin öffentlich zur Verfügung stellt, bringt, wie viele Andere, den Begriff des Selbst mit dem 1914 eingeführten Begriff des Narzissmus in Verbindung, der seitdem eine „rasante Entwicklung im psychoanalytischen Verständnis durchlaufen“ habe. Übereinstimmung über das Konzept des Narzissmus gebe es trotz seiner langen Geschichte allerdings nur über zwei Punkte, nämlich darüber, dass es „zu den wichtigsten Erkenntnissen der Psychoanalyse“ gehöre und dass es „sehr verwirrend“ sei. Der Eingang des Begriffs in die Alltagssprache habe überdies zu einem „inflationäre[n] und unpräzise[n] Gebrauch“ geführt. Tiedemann erwähnt Heinz Hartmann, der den Narzissmus 1950 im Rahmen der Ich-Psychologie als „libidinöse Besetzung des Selbst“ beschrieb. Damit habe er die „Grundlage für die weitere theoretische und klinische Erforschung“ des Selbst gelegt, an der u. a. Heinz Kohut mit seiner Selbstpsychologie – und seiner 1971 aufgebrachten und oft zitierten Formel vom „Glanz im Auge der Mutter“ –, Otto Kernberg, der sich in der Tradition der Objektbeziehungstheorie sehe und Winnicott maßgeblich beteiligt waren.
An Winnicott kritisiert Tiedemann, „dass es seinem Gesamtwerk an theoretischer Konsistenz“ mangele. Er habe das Wort „narzisstisch“ nie verwendet und habe „seine Ansichten auch nicht zu einer strukturierten Theorie“ ausformuliert. Ebenso wie Freud habe er zudem „nie eine zusammengefasste Behandlungstechnik“ vorgelegt. Das falsche Selbst solle, so Tiedemann, das wahre „vor den destruktiven mütterlichen Einflüssen“ schützen. Der Narzissmus könne als eine „Entfremdung von den authentischen Tiefen des Selbst“, also dem, was Winnicott als das wahre Selbst bezeichnete, konzeptualisiert werden. Die hinreichend gute Mutter nehme nicht nur die Triebbedürfnisse des Kindes wahr, sondern erkenne auch seine Kreativität an, respektiere seine Grenzen, bewahre es vor Entgrenzung und vermöge ein Gleichgewicht „zwischen seinen Illusions- und Desillusionserfahrungen“ herzustellen. Seelische Erkrankung sei für Winnicott nicht primär pathologisch, sondern vor allem eine Notlösung „für emotionale Konflikte und Entwicklungsaufgaben“.
Tidemann zitiert Stephen M. Johnson, der in seinem 1987 veröffentlichten Buch Der narzisstische Persönlichkeitsstil die Selbstpsychologie von Kohut mit den Konzepten von Winnicott verbunden und geschrieben habe, der Narzissmus sei „die Zurschaustellung des falschen Selbst anstelle der Äußerung des wahren Selbst“. Darüber hinaus befasste sich Johnson unter anderem mit Phänomenen der Gegenübertragung und der Affekte im Zusammenhang mit dem wahren Selbst und mit dem Verhältnis („Dialog“) von wahrem und falschem Selbst zueinander.
2017: Der Psychiater Hans-Joachim Maaz griff das Konzept von Winnicott auf und erweiterte es in seinen gesellschaftspolitischen Betrachtungen um ein bedrohtes, ein gequältes, ein ungeliebtes, ein abhängiges, ein gehemmtes, ein vernachlässigtes und ein überfordertes Selbst. Als ehemaliger DDR-Bürger widmete er einem gesonderten Abschnitt den Titel Zur Ehrenrettung der Ostdeutschen.
2019: Als ein weiteres Beispiel für die Fortentwicklung des Konzepts von Winnicott mag ein Beitrag von Juliane Tugendheim aus dem Jahr 2019 dienen. Unter einer – wie es im Untertitel ihrer Publikation heißt – „macht- und kognitivismuskritische[n] Perspektive“ befasste sie sich in dem von den beiden Erziehungswissenschaftlerinnen Bettina Wuttig und Barbara Wolf herausgegebenen Buch Körper Beratung mit der Bedeutsamkeit von Embodiment und konzentrierte sich dabei auf die Frage, wie „Entstehung und Förderung von Machtunterschieden und Machtmissbrauch einhergehen können mit der Verkörperung des ‚falschen Selbst‘“, wie Winnicott es beschrieb.

### Populärwissenschaftliches
Obwohl vom Fach schrieb Alice Miller mit ihrem Buch Das Drama des begabten Kindes und die Suche nach dem wahren Selbst einen populärwissenschaftlichen Bestseller, der bis 1995 in 16. Auflage erschien. Vieles war nicht neu, schrieb Tilmann Moser 1979 im Spiegel, doch habe Miller in auch für Laien verständliche Sprache übersetzt, was von Pionieren wie Spitz, Mahler, Winnicott und anderen „in manchmal schwieriger Begriffssprache bereits formuliert“ war. Sie habe die Verzweiflung vieler Menschen zu ihrem „zentralen Thema“ gemacht und mit Pathos geschrieben. Die narzisstische Störung sei die „Isolierhaft des wahren Selbst im Gefängnis des falschen“, schrieb Miller und ging, laut Tiedemann wie Winnicott davon aus, „dass die Anpassung an elterliche Bedürfnisse zur Entwicklung des falschen Selbst“ führe.
Die Schweizer Jungianerin Kathrin Asper vom Internationalen Seminar für Analytische Psychologie in Zürich verwendete 1987 Winnicotts Konzept, um verschiedenen Berufsgruppen einerseits und Betroffenen andererseits einen laienverständlichen Ratgeber an die Hand zu geben, der 2012 in 5. Auflage erschien. In das Zentrum ihrer Betrachtungen stellte sie die Selbstentfremdung, die im Rahmen narzisstischer Persönlichkeitsstrukturen und -störungen auftreten und den Charakter einer Depersonalisation annehmen kann.
Sich der Winnicottschen Begrifflichkeit bedienend belegte der amerikanische Franziskanerpater Richard Rohr sie in seinem 2013 veröffentlichten Buch – Das wahre Selbst. Werden, wer wir wirklich sind – mit gänzlich anderem Bedeutungsgehalt. Auf der Website vom ZENtrum für Psychosynthese und Meditation heißt es dazu, das Buch werfe aus Sicht der Psychosynthese einen spirituellen Blick auf das wahre und falsche Selbst, wie Rohr es in eigener Interpretation verstand. Für Rohr gehe es um ein „transpersonales Selbst“ und Spiritualität sei „der Weg, auf dem wir in den Erfahrungen unseres Lebens unser Wahres Selbst zum Vorschein bringen“ würden. Das falsche Selbst müsse sterben, damit das wahre leben könne und eine „reife Religion“ helfe, den „Sterbeprozess des falschen Selbst zu beschleunigen“. Der „auferstandene Christus“ stehe „für die endgültige Perspektive jedes Wahren Selbst“, eines, das auf Gott blicke. Damit hat Rohr wissenschaftlich definierte Begriffe umgedeutet, sie damit verfremdet und dem falschen Selbst seine wissenschaftlich als nützlich anerkannte Funktion abgesprochen, um zum Glauben zu bekehren.
Um Laienverständlichkeit der wissenschaftlich begründeten Konzepte bemühen sich die beiden Psychoanalytiker Cécile Loetz und Jakob Johann Müller. Unter dem Titel Rätsel des Unbewußten betreiben sie seit 2018 eine Website und einen YouTube-Kanal mit Podcasts zur Psychoanalyse und Psychotherapie. Diese werden mit dem Anspruch produziert, „die Komplexität der Themen beizubehalten, zugleich aber alltagsnah und gut verständlich zu vermitteln“. Dafür wurden die beiden Produzenten 2018 mit dem Förderpreis der Deutschen Psychoanalytischen Vereinigung ausgezeichnet. Folge 5 trägt den Titel Das Falsche Selbst – Wie man wird, was man ist. In diesem Podcast wird laienverständlich beschrieben, wie Menschen aktuell immer häufiger zur Selbstdarstellung neigen. Im Rahmen einer gesunden Entwicklung komme es dabei zu einem ausgewogenen „Verhältnis zwischen Maske und zeigen des wahren Gesichts“. Doch manche Menschen würden „sich von sich immer weiter entfernen, um zu gefallen, bis sie sich fremd und darüber krank werden“. Die Podcasts werden eigenen Angaben zufolge wissenschaftlich fundiert erstellt. Ihre Position zur Psychoanalyse legten Loetz und Müller 2020 in ihrem Artikel Wie geht es mit der Psychoanalyse weiter? in Tagesspiegel Background dar.

## Beispiele

### Winnicott und der Fall Masud Khan
Ein prominentes Beispiel für eine international bekannte Persönlichkeit mit einem pathologisch entgleisten falschen Selbst ging in die wissenschaftliche Literatur der psychoanalytischen Community unter der Mehrwortbenennung Der Fall Masud Khan ein (englisch: The case of Masud Khan). Die Geschichte dieses anglo-pakistanischen Psychoanalytikers der British Psychoanalytical Society (BPAS) wurde mehrfach und u. a. von Anne-Marie Sandler in dem Buch Entgleisungen in der Psychoanalyse beschrieben.
Masud Khan (1924–1989) war während seiner Ausbildung zum Psychoanalytiker von 1959 bis 1966 in dritter Lehranalyse bei Donald Winnicott, nachdem seine beiden ersten Lehranalytiker verstorben waren. Die klinische Psychologin Linda Hopkins veröffentlichte 1998 in der Zeitschrift Contemporary Psychoanalysis einen Artikel über diese Analyse, Wolfgang Schmidbauer griff sie im Forum der Psychoanalyse unter dem Titel Kann eine (Lehr-)Analyse „ungültig“ sein? auf.
Obwohl Khan bereits während seiner Ausbildung negativ aufgefallen war, konnten seine problematischen Analysen und Übergriffigkeiten in der BPAS erst nach Jahrzehnten diskutiert werden. Weil es Winnicott nicht gelungen war, ihm dabei zu helfen, sein falsches Selbst einer verhaltensändernden Korrektur zu unterziehen und er Khan immer wieder unterstützte, geriet auch er ins Kreuzfeuer der Kritik, jedoch ohne dass seine Konzepte dadurch infrage gestellt wurden oder Schaden genommen hätten.
Bereits die Annahme Khans als Ausbildungskandidat verlief nicht ohne Widerspruch. Um die Mitgliedschaft der Gesellschaft bewarb er sich erstmals 1950 im Alter von nur 26 Jahren, wurde jedoch erst im zweiten Anlauf aufgenommen und bei seiner Bewerbung als Lehranalytiker trotz Unterstützung durch Winnicott dreimal abgelehnt, bis er schließlich 1959 angenommen wurde. Den Beginn seines persönlichen und beruflichen Absturzes macht Hopkins in den Jahren ab 1965 aus. Dem Druck seiner Kritiker und den langjährigen Querelen um seinen Machtmissbrauch nachgebend wurde Khan ein Jahr vor seinem Tod 1988 aller Ämter enthoben und aus der Fachgesellschaft ausgeschlossen.
Khan, der selbst über das „verborgene Selbst“ publizierte, hatte in der Fachgesellschaft glühende Anhänger und scharfe Kritiker. Aufgrund von Indiskretionen war die Grobheit Khans im Gerede und 1976 kam es zur ersten Klage wegen sexueller Übergriffe. Als Mitherausgeber wichtiger Fachzeitschriften waren Winnicott und andere Mitglieder indes von Khan abhängig, weil sie auf seine Hilfe bei ihren Publikationen angewiesen waren.
Die Khan zugeordneten Eigenschaften sind zahlreich und widersprüchlich. Er sei eine schillernde Figur gewesen, intelligent, kreativ und von bestechendem Charisma. Er wird als extravagante und von Sandler als „komplexe, grenzenlos verwirrende und paradoxe Persönlichkeit“ beschrieben. Als „mächtige und zeitweise bedrohliche Persönlichkeit“ sei er auch vor der Androhung von Gewalt nicht zurückgeschreckt, so dass einmal gar „um Polizeischutz ersucht werden musste“.
Im Jahr 2001 veröffentlichte Wynne Godley, ein anerkannter Wirtschaftswissenschaftler und emeritierter Professor der Cambridge University, dessen persönliche und berufliche Reputation außer Frage stand, in der Literaturzeitschrift London Review of Books seine Leidensgeschichte während der lange Jahre zurückliegenden Analyse bei Khan, nachdem er sich im Rahmen einer Zweitanalyse hatte erholen können. Er lege, so Godley einleitend, seine Geschichte einer desaströsen Begegnung mit der Psychoanalyse vor, die ihn als Mittdreißiger ernsthaft beschädigt habe. Godley habe sich, so Sandler später, hilfesuchend an Winnicott gewandt. Seine Behauptung, Khan sei „verrückt“, habe Winnicott bestätigt und Khan, der noch immer bei ihm in Lehranalyse war, untersagt, die Behandlung von Godley fortzuführen. Gleichwohl versuchte Khan ihn zu halten, doch Godley brach den Kontakt ab.
Im Jahr 2002 erschien von Robert S. Boynton im literarischen Forum Boston Review eine Rezension des Godley-Artikels. Godley sei laut Boynton von Anbeginn von Khan gefoltert („tortured“) worden, ein langer und fruchtloser Kampf sei in eine Spirale der Erniedrigung kulminiert.
Zwei Jahre später, im Jahr 2004, publizierte Anne-Marie Sandler gemeinsam mit Godley 2004 im International Journal of Psychoanalysis den Artikel Institutional responses to boundary violations: The case of Masud Khan.
Im Jahr 2005 legte Roger Willoughby, Dozent an der Newman University in Birmingham, eine erste Biografie und damit seine Auseinandersetzung mit Khan unter dem Titel Masud Khan. The Myth and the Reality vor. Dafür wertete er persönliche Briefe, verschiedenes Archivmaterial und Interviews mit seinen Verwandten, Freunden und Kollegen aus. Er beschrieb Khans Werk und erwähnte unter anderem dessen Alkoholismus und seine Krebserkrankung. Susan DeMattos unterzog sein Buch einem ausführlichen Review.
Ein Jahr später legte Linda Hopkins 2006 unter dem Titel False Self. The Life of Masud Khan die erste vollständige Biografie über Khan vor, an der sie 13 Jahre gearbeitet hatte. Bevor sie Psychologin und Analytikerin wurde, hatte sie Arabisch und an der Johns Hopkins School of Advanced International Studies (SAIS) studiert. Insofern war sie am Islam interessiert, und, weil sie wusste, dass Khan Muslim war, auch an ihm. Als sie ihre Studien begann, habe es noch keine Veröffentlichungen über das Leben von Khan gegeben. Sie hatte zahlreiche Unterstützung, unter vielen anderen von dem Politikwissenschaftler Paul Roazen. Interviewanfragen an Familienangehörige, Freunde und Analysanden wurden kaum abgelehnt.
Khan habe sich, so Hopkins, anfangs zu einem brillanten und anerkannten Kliniker entwickelt, dessen zahlreiche Publikationen Anerkennung erfuhren, die u. a. darin zum Ausdruck kam, dass er ab 1959 an Herausgeberschaften wissenschaftlicher Zeitschriften beteiligt wurde. Doch habe er als talentierte und zutiefst widersprüchliche Person zunehmend ein als skandalös zu bezeichnendes Verhalten an den Tag gelegt. Den Beginn seines persönlichen und beruflichen Absturzes macht Hopkins in den Jahren ab 1965 aus. In ihrer differenzierten Recherche zur biografischen Vorgeschichte von Khan erwähnt Hopkins Robert Stoller, der ihn gut gekannt und Khan für ein traumatisiertes Kind gehalten habe, das ungeschützt Gewalterfahrungen ausgesetzt gewesen sei. Unter den zahlreichen Gerüchten, die in der Legendenbildung über Khan im Umlauf waren, hielt sich jenes hartnäckig, er wäre homosexuell gewesen.
Sandler berichtet 2007, der Fall Masud Khan sei in der britischen Fachgesellschaft Anlass zur Einrichtung einer Ethik-Kommission gewesen und formuliert eigene Empfehlungen zur Verhinderung derartiger Vorfälle, weil es einen „außerordentlichen Widerstand innerhalb der Institute“ gebe, Grenzüberschreitungen zu erkennen und Schwierigkeiten bestünden, ggf. „angemessene Konsequenzen zu ziehen“.

### Die sogenannten Kriegskinder und -enkel
Gesine Schwan verwendete als Politikwissenschaftlerin 1997 neben verschiedenen psychologischen Modellen der Entwicklungspsychologie auch das Konzept vom falschen Selbst in ihrem Buch Politik und Schuld – Die zerstörerische Macht des Schweigens. Sie beschrieb Besonderheiten der von ihr so genannten zweiten Generation, die oft auch als Generation der „Stunde Null“ oder als Kriegskinder bezeichnet werden. Auch die dritte, als Kriegsenkel bezeichnete Generation nimmt sie in den Blick. Würde eine „destruktive Haltung“ im Wege einer transgenerationalen Weitergabe auf nachfolgende Generationen verlagert, würde „unter dem Einfluss vielfältiger Wirklichkeitsfaktoren“ die Herkunft der Beschädigungen „immer unkenntlicher“ werden und führe, so Schwan, von Generation zu Generation zunehmend zu „undurchschaubaren Deformationen“.
Auch für die „Leidensgeschichten von Holocaust-Opfern und ihren Kindern“ werde es für die zweite Generation „schwer, ein eigenständiges Selbst zu entwickeln“. Das habe bedenkenswerte Folgen: „Analog zu den Täterkindern fällt es dieser zweiten Generation ebenfalls schwer, eigenständige, verläßliche Beziehungen aufzubauen.“ Schwan spricht in diesem Zusammenhang über eine „oft nur halbbewußte Entscheidung zur Kinderlosigkeit“ und ist um der Erhaltung der Demokratie willen bemüht, ihre Leserinnen und Leser für die Aufgabe eines möglichen Selbstbetruges zu gewinnen.
Den Kindern der zweiten Generation, wie Schwan sie zuordnet, sei verwehrt worden, „zu eigenständigen Persönlichkeiten zu werden“ und in diesen Fällen sei ihr falsches Selbst „nicht konstruktiv und kreativ, sondern zwanghaft, abhängig-rebellisch und unglücklich“. Sie wären von den Eltern gleichsam als „Wirte“ für Unerträgliches „vereinnahmt“ worden, worin sich eine der Ursachen für die „latente Depression der Zweiten Generation“ und infolge ein „abhängiges falsches Selbst“ finde.